# Briloner Schnadezug
Der Briloner Schnadezug ist ein seit 1388 belegter Schnadegang, bei dem in fünf Abschnitten die historischen Stadtgrenzen der Stadt Brilon im Sauerland abgegangen werden. Der Schnadezug findet heute alle zwei Jahre montags im Rahmen des Schützenfestes statt.

## Geschichte

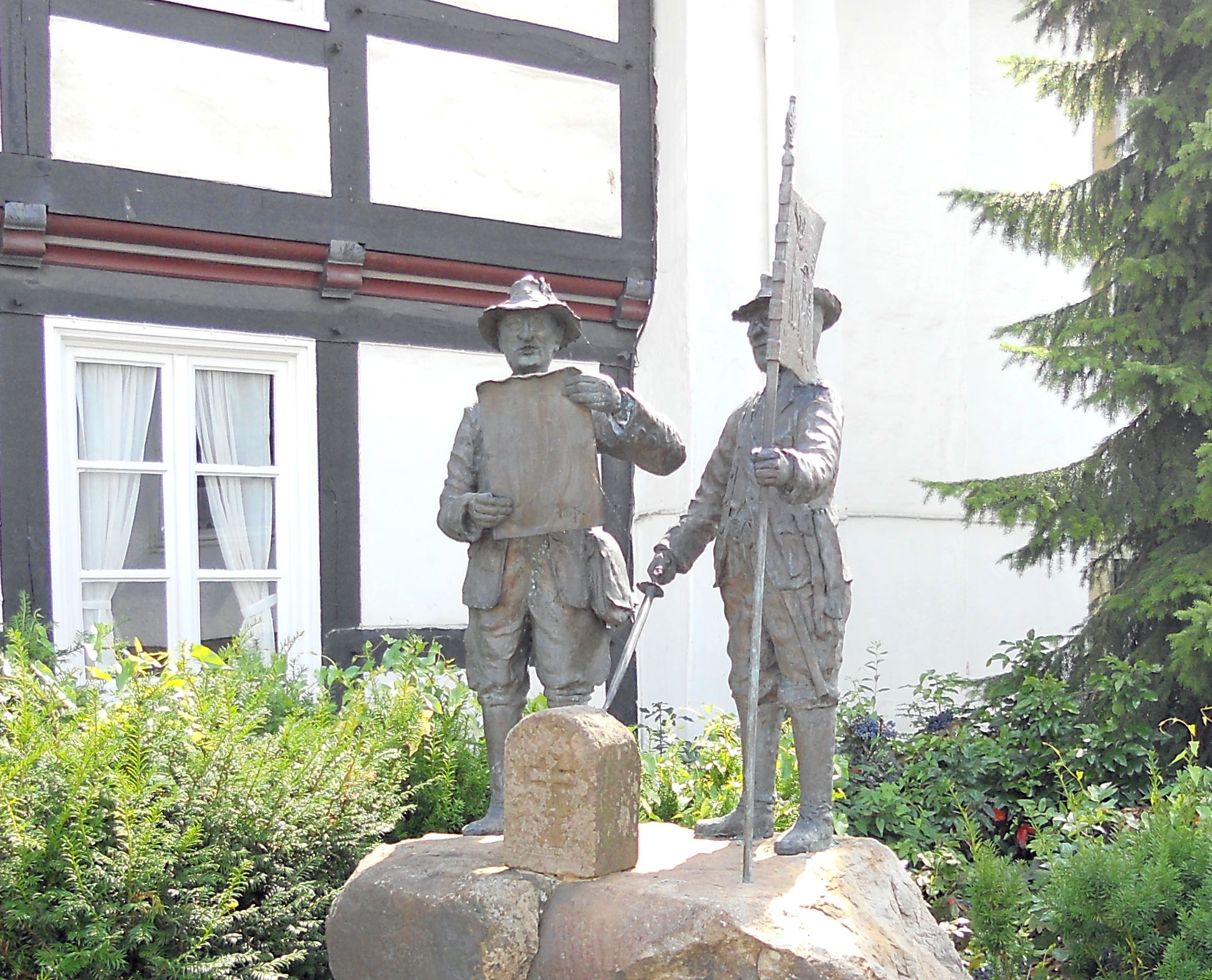
Schnadedenkmal in Brilon

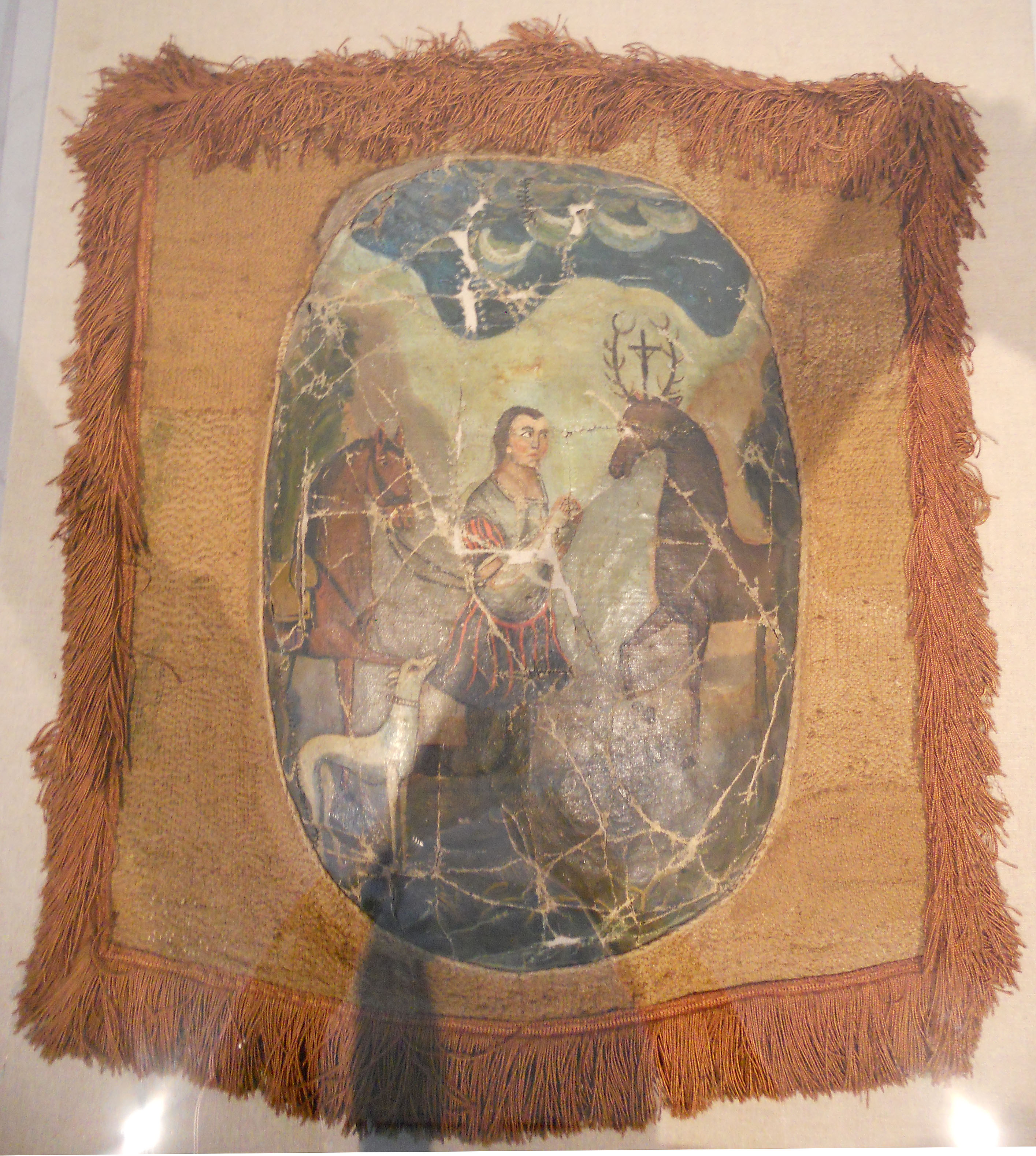
Historische Briloner Schnadefahne aus dem 18. Jahrhundert

Der erste nachweisbare Briloner Schnadezug fand am 24. Juni 1388 statt. Dabei wurde ein Grenzvertrag mit der Grafschaft Waldeck über die Grenzziehung zwischen der Keffliker und der Willinger Mark abgeschlossen. Spätestens ab diesem Zeitpunkt wurden die Grenzen regelmäßig kontrolliert.
Bis zum Jahre 1774 fanden die Schnadezüge alle vier Jahre statt. In einer Sitzung des zwölfköpfigen Magistrats wurde am 25. Mai 1776 beschlossen, noch im gleichen Jahr am 25. Juni einen Schnadezug abzuhalten, da die bisher übliche Zeitspanne von vier Jahren als zu lang angesehen wurde. Ferner sollte künftig auf die gleiche Weise „so dan von 2 Jahren zu 2 Jahren hinkünfftig fortzufahren“.
Die preußische Regierung nahm Vorfälle, die am 25. Juni 1840 während und nach der Schnade stattfanden, zum Anlass, die Schnadezüge insgesamt zu verbieten. Neben dem Totschlag am Schmied Franz Vogel war es zu weiteren Schlägereien und Flurschäden gekommen. Im „Amtsblatt der Königlichen Regierung zu Arnsberg“ vom 3. Februar 1841 wurde das Verbot veröffentlicht: 
„Die an einigen Orten noch üblichen Grenz- und Schnadenzüge haben in der neueren Zeit, zur Verübung mehrerer grober Exzesse Veranlassung gegeben. Da derartige Züge in der jetzigen Zeit keinen Nutzen mehr gewähren, weil bei der vollendeten Katastrirung des Grund und Bodens eine Verdunklung der Grenzen nicht leicht möglich ist, eintretendenfalls aber ohne Theilnahme der einzelnen Gemeindeglieder von den Behörden gehoben werden kann, so werden diese bisher an einigen Orten noch übliche Grenzzüge, in Folge Bestimmung des Königlichen Ministerium des Innern und der Polizei ganz untersagt, und sämmtliche Ortsbehörden sowie die Königlichen Landräthe unseres Bezirks hiedurch angewiesen, Niemanden zur Veranstaltung eines Grenzzuges, welcher die Begehung einer Jagd-, Gemarkungs- oder Gemeindegrenze durch die Gemeindeglieder oder sonstiger bei Feststellung der Grenzen nicht interessirter Personen zum Zweck hat, die Erlaubnis zu ertheilen.“
Erst 1848 konnte der Schnadezug wieder in hergebrachter Form durchgeführt werden, nachdem eine Eingabe beim Ministerium des Innern erfolgreich war.
Infolge der kommunalen Gebietsreform vergrößerte sich zum 1. Januar 1975 das Gebiet der Stadt Brilon erheblich durch die Eingemeindung einer Reihe bisheriger Nachbargemeinden. Der Schnadezug folgt jedoch weiterhin der historischen Stadtgrenze, wie sie bis Ende 1974 bestand.
Die im Jahr 2020 geplante „Rüthener und Almer Schnade“ wurde aufgrund der Covid-19-Pandemie abgesagt. Sie sollte außer der Reihe im Jahr 2021 stattfinden. Diese fiel jedoch ebenfalls aufgrund der Pandemie aus. Der Rat der Stadt Brilon beschloss daraufhin, dass im Jahr 2022 die turnusmäßige Blumenschnade gegangen wird.

## Ablauf

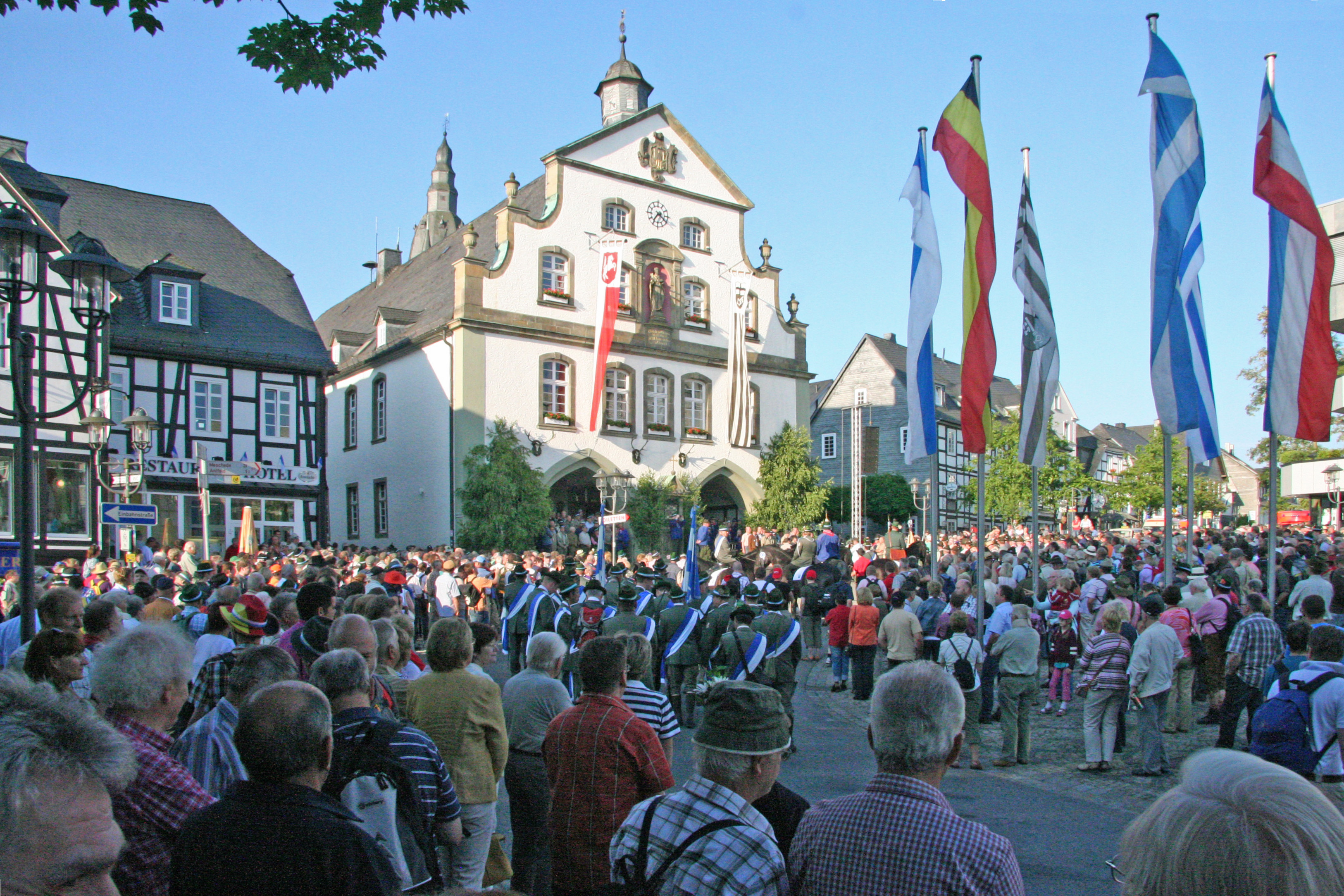
Eröffnung der Schnade 2010

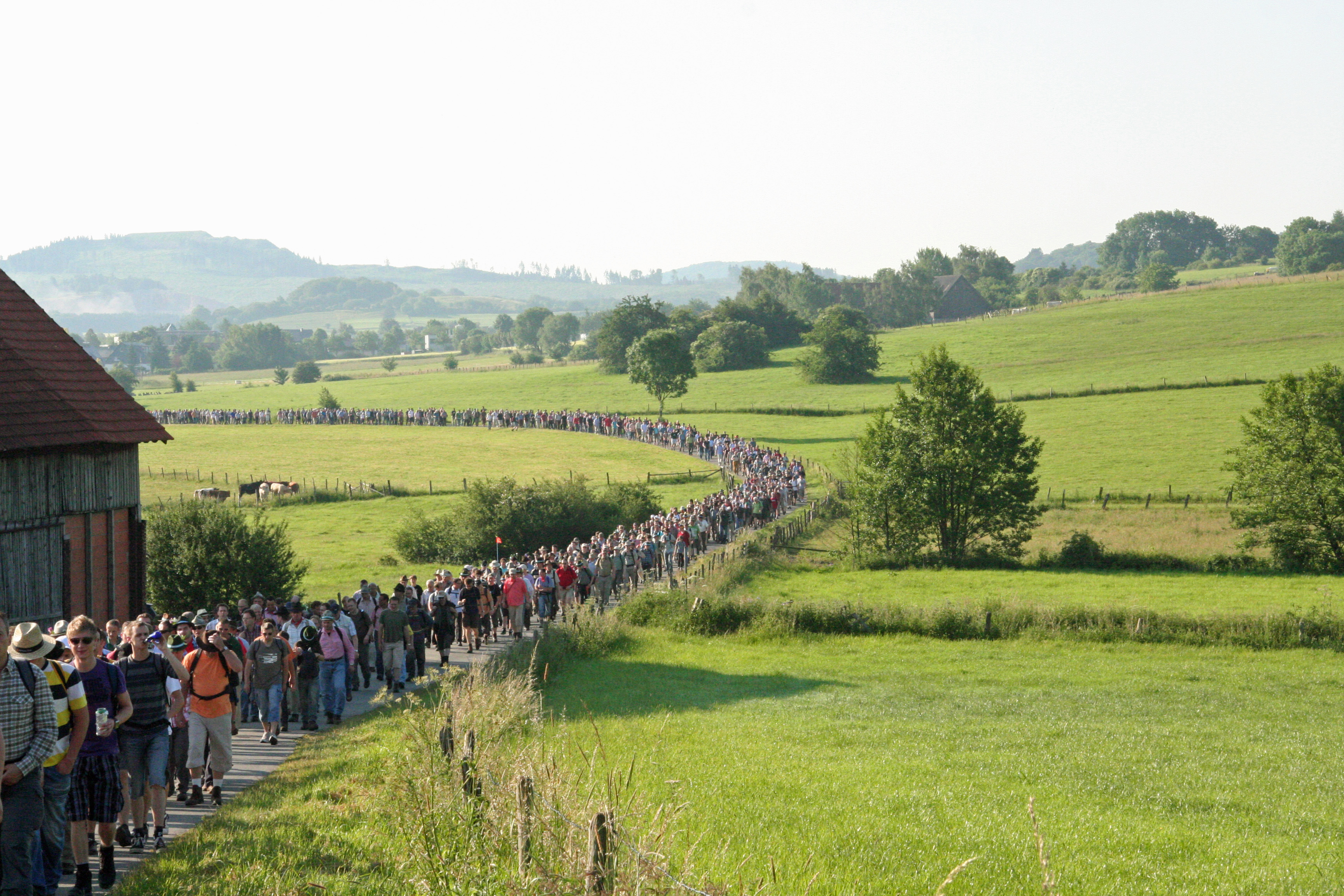
Schnade 2010 in offener Feldflur

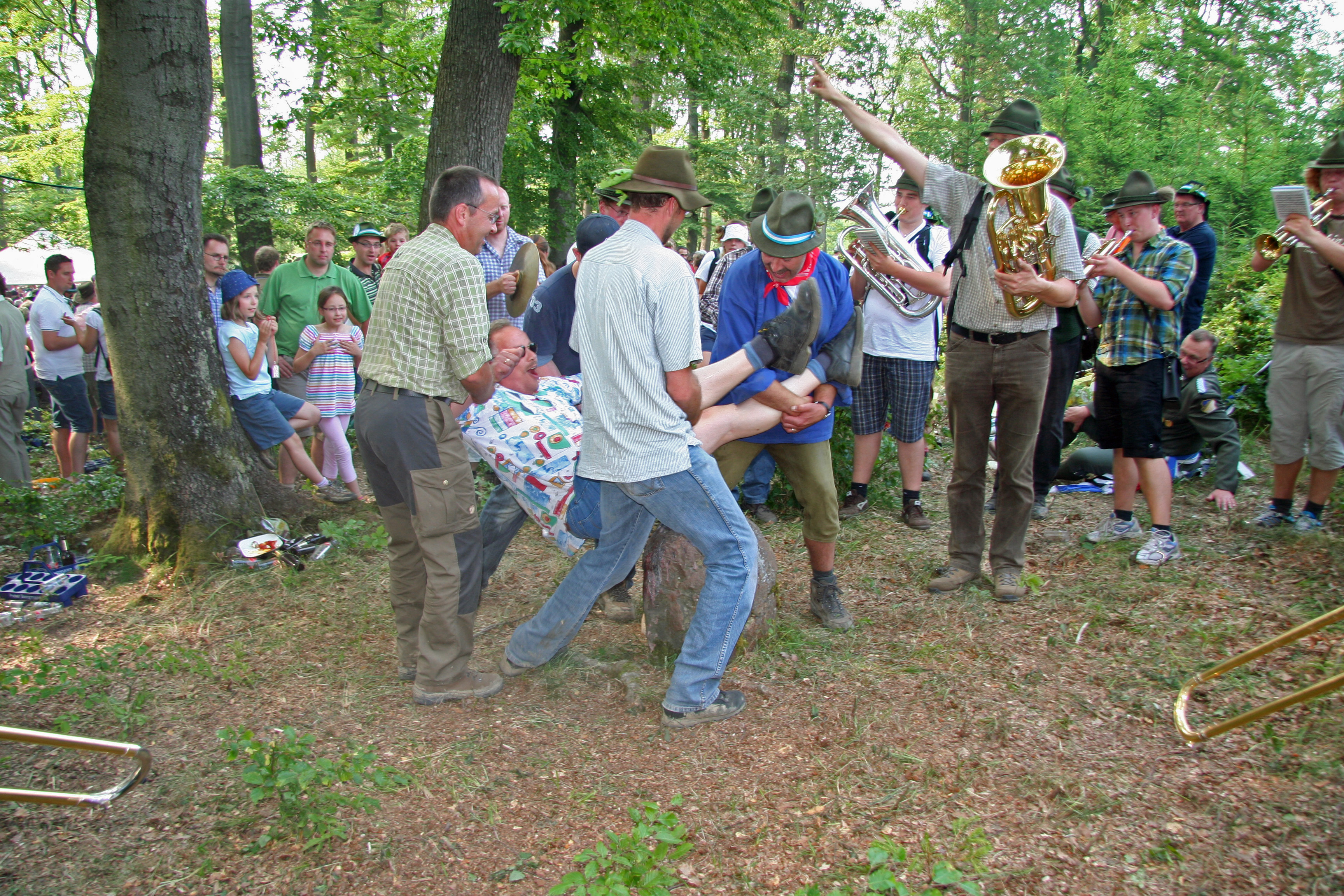
Traditioneller Brauch: das Stutzäsen

### Eröffnung
Jede Schnade beginnt mit dem Antreten der Offiziere der Sankt-Hubertus-Schützenbruderschaft. Diese holen die Fahnen aus dem festlich geschmückten Rathaus und präsentieren diese den schon anwesenden Schnadebrüdern. Anschließend marschieren die Offiziere zum Schultenhaus und holen dort den Bürgermeister, Stadtschreiber, Forstdirektor, Schützenkönig und Adjutanten ab. Nach einem Ständchen der mit marschierten Blasmusik reiten die genannten Herren, begleitet von den Offizieren und der Blaskapelle, zum Marktplatz.
In der Zwischenzeit finden sich auf der Freitreppe des Rathauses die Damen und Herren des Rates der Stadt in ihrem traditionellen blauen Schnadekitteln ein. Am Rathaus angelangt begrüßt der Bürgermeister von der Freitreppe aus die mittlerweile zu tausenden versammelten Schnadebrüder. Der Stadtschreiber erhält anschließend aus der Hand des Bürgermeisters Standarte und Schnadebuch überreicht. Im Schnadebuch sind die einzelnen Grenzrezesse niedergeschrieben.
Nachdem der Briloner Männergesangsverein eine alte Schnadeweise vorgetragen hat, verliest der Stadtschreiber den jeweiligen Marschweg sowie die Marschordnung. Danach bläst das Jagdbläserkorps die Schnade an.

### Schnadegang
Die Schnadebrüder gehen dann die Schnade, wobei der eigentliche Grenzbegang erst mit Erreichen der Grenze beginnt. Von dort geht es entlang der Grenze bis zum Frühstücksplatz, wo eine etwa zweistündige Rast eingelegt wird. Anschließend geht es weiter entlang der Grenze zum Lagerplatz, wo die Frauen auf die Schnadebrüder warten und bis zum Abend ein zünftiges Waldfest gefeiert wird. Auf das Hornsignal »Sammeln« hin beginnt der Rückmarsch nach Brilon.

### Stutzäsen

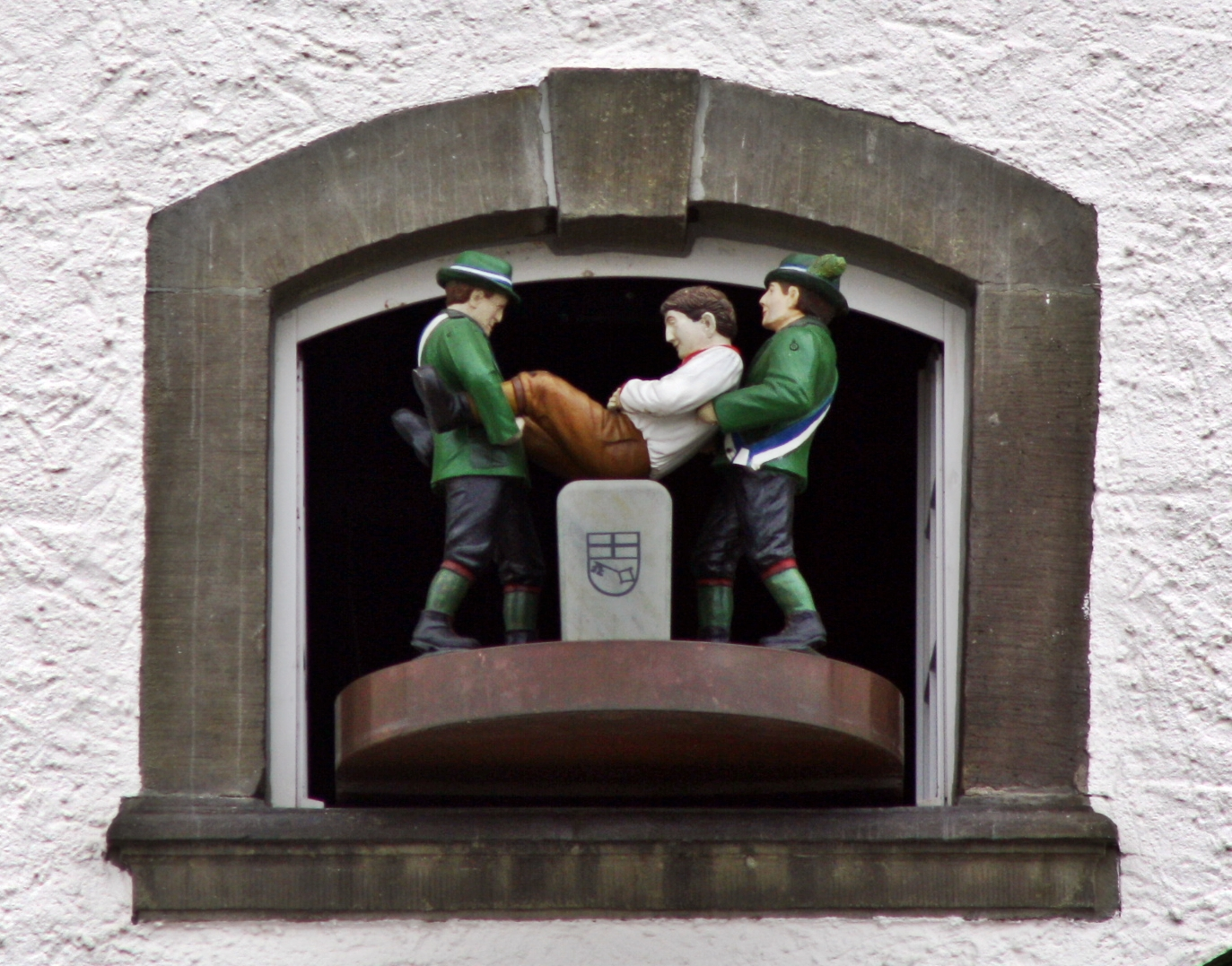
Stutzäsen, Darstellung am Briloner Rathaus

Traditioneller Brauch während der Schnade ist das „Stutzäsen“. Vor allem Neubürger werden auf dem Frühstücks- oder Lagerplatz an allen vieren gepackt, zum Schnadestein geschleppt und dort dreimal mit dem Gesäß gegen gestoßen. Dieser Brauch soll den Betroffenen an den Schnadestein erinnern, damit er diesen nicht vergisst. Über den Vorgang wird eine vom Bürgermeister unterschriebene Urkunde ausgestellt. Mit dem Stutzäsen wird der Neubürger zum „echten“ Briloner.

### Abschlusszeremonie
Am Rande der Stadt wird kurz angehalten, damit der Schnadezug sich ordnen kann. Unter dem Geläut aller Kirchenglocken zieht der Schnadezug festlich in die Stadt. Traditionell zieht der Zug dreimal um dem Kump herum. Nach der Umrundung des Kumps betreten der Bürgermeister, der Stadtschreiber und die Mitglieder des Rates die Freitreppe des Rathauses. Hier gibt der Stadtschreiber dem Bürgermeister Standarte und Schnadebuch zurück. Die Fahnen werden von den Schützenoffizieren ins Rathaus gebracht und der Schnadezug ist beendet.

## Marschwege

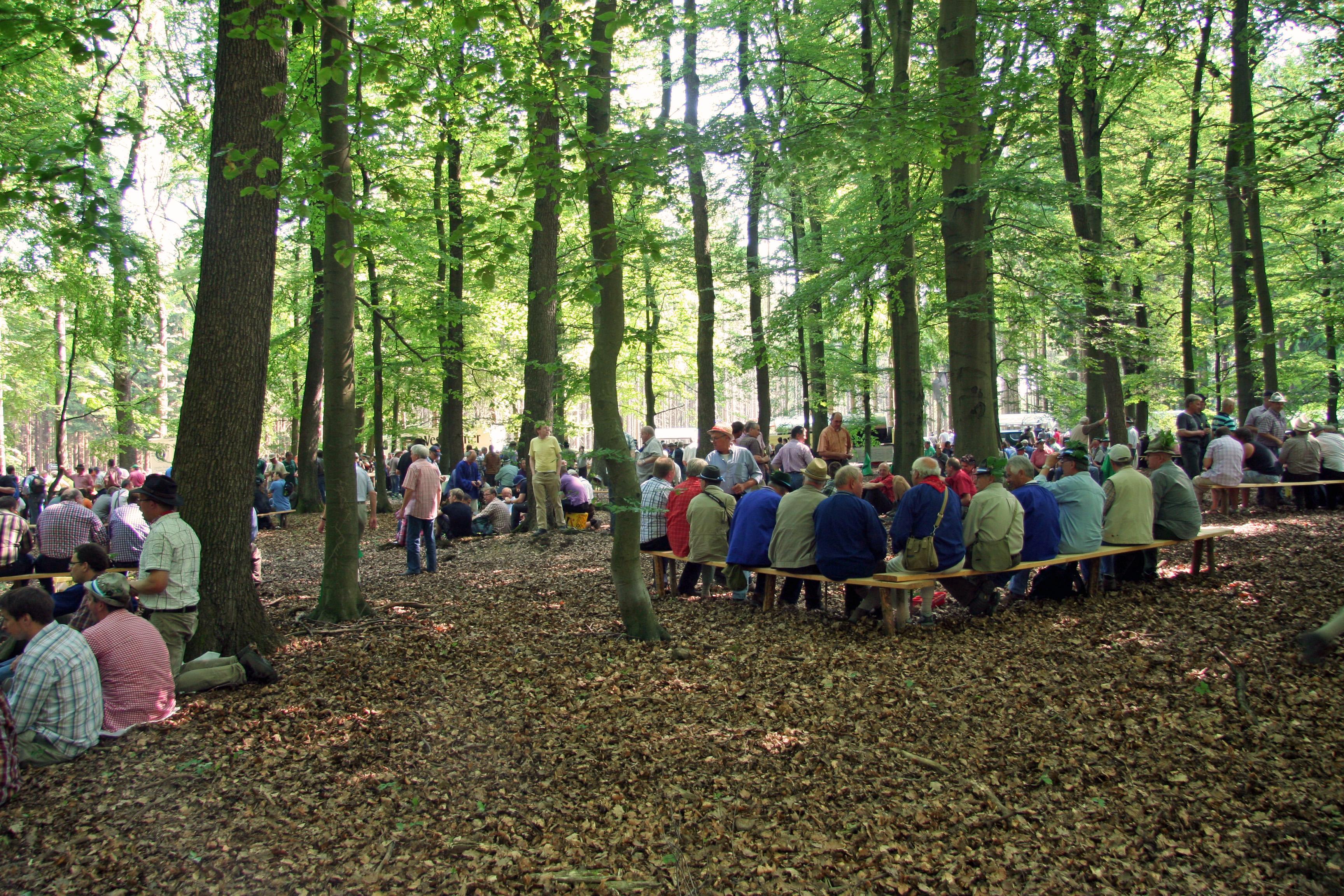
Auf dem Frühstücksplatz An der Dinkbuche

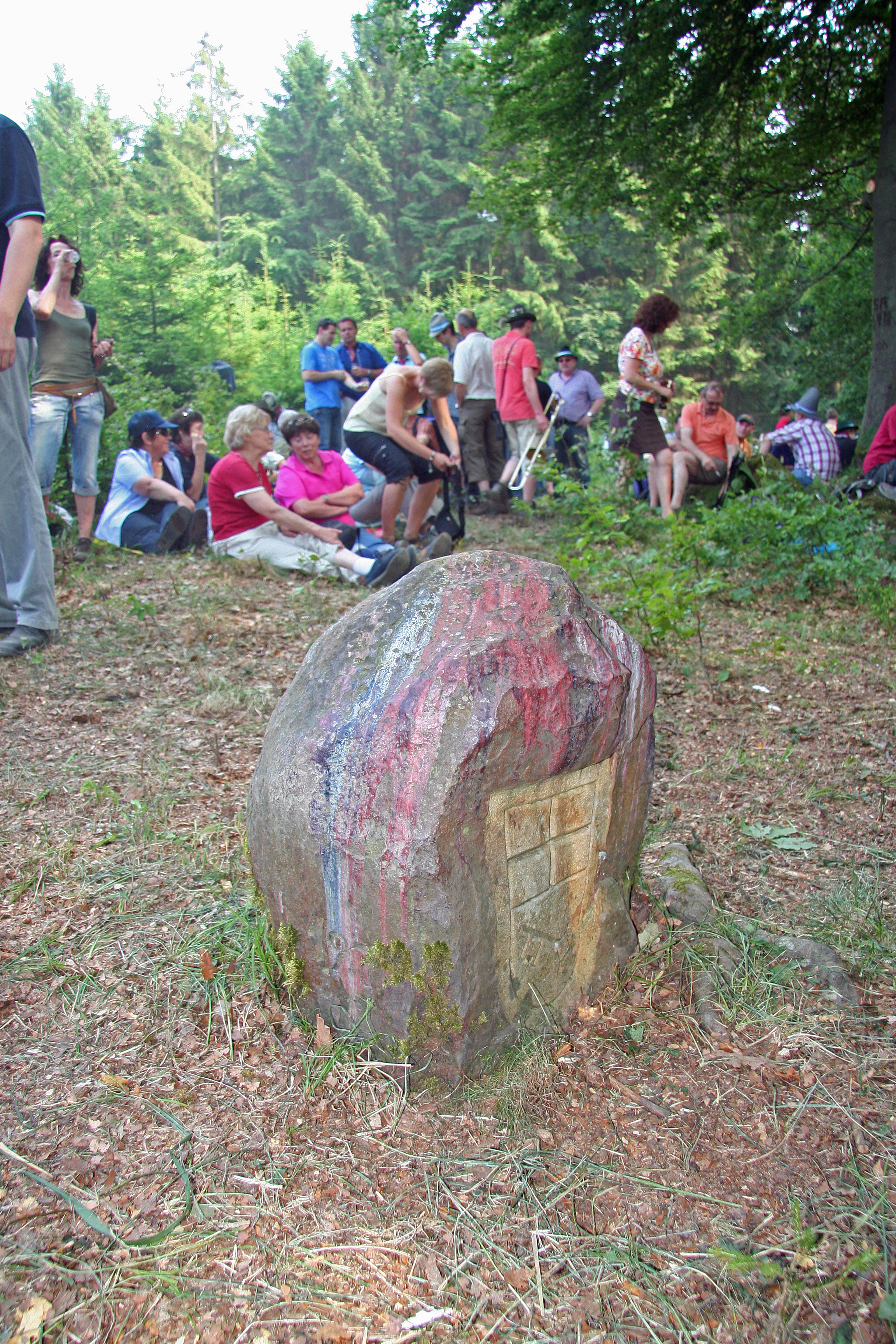
Schnadestein am Lagerplatz Sommers Seite

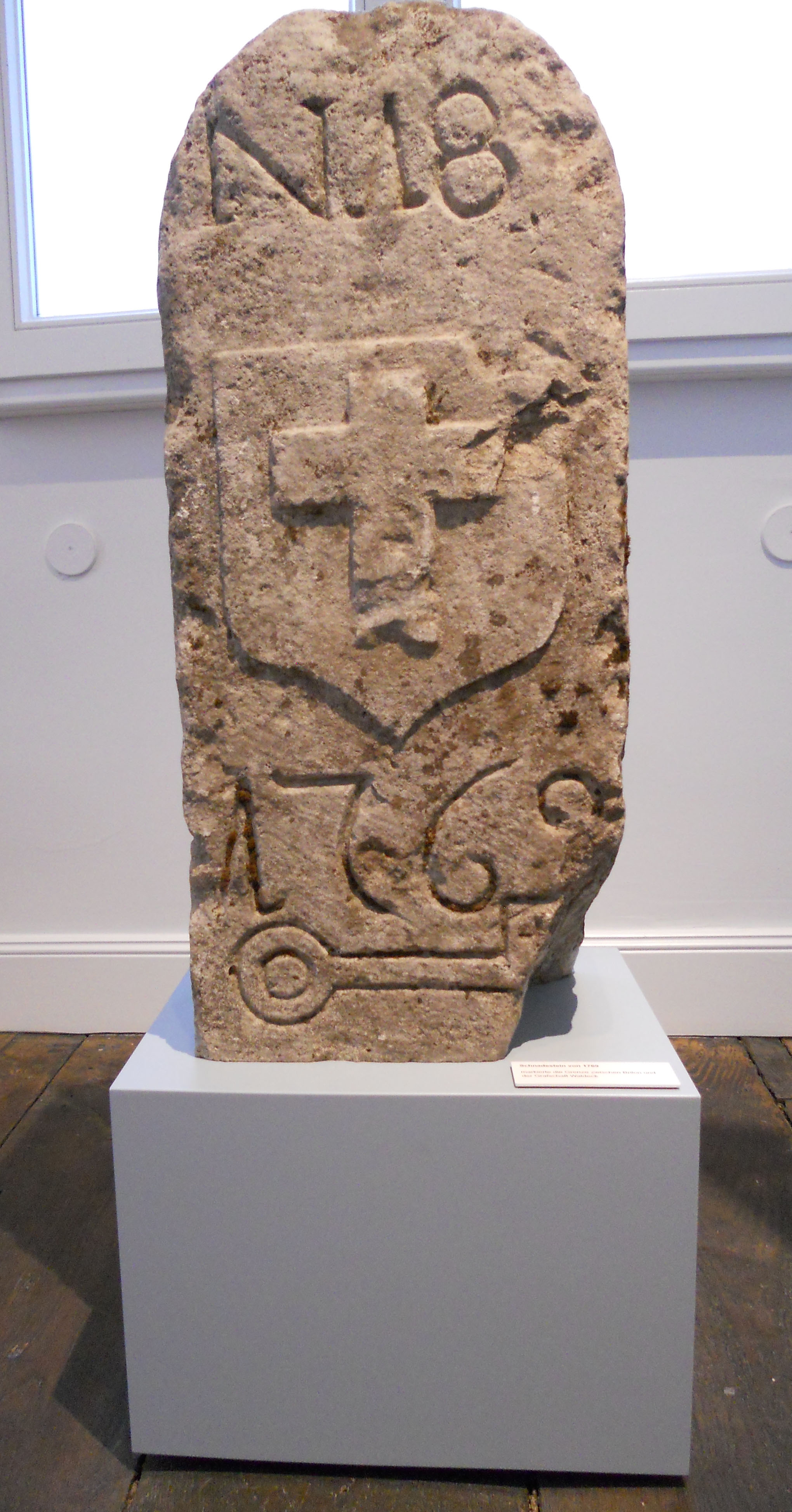
Historischer Schnadestein von 1769, heute im Stadtmuseum ausgestellt

### Rüthener und Almer Schnade
Der Schnadezug verlässt über den Steinweg den Marktplatz. Der Weg führt am Xaveriushäuschen vorbei entlang dem Schellhörnchen, Stöllekenhecke und Wünnenbecke bis zum Drögen Siepen. Hier wird an dem dreikantigen Stein der erste Rezess verlesen. Der Schnadezug zieht dann weiter zum Schneesiepen, dem Hohen Allenberg und der Hengebecke bis zum Frühstücksplatz An der Dinkbuche.
Nach einer zweistündigen Rast geht es den Streitberg hinab über Birkenschloss, Harlebecke bis an die von speesche Grenze. Dort geht es den Bürener Weg hinauf an den Lütecken Romberg und die Almer Spiele, bis gegen 15.00 Uhr der Lagerplatz Sommers Seite erreicht wird.
Der Rückmarsch in Richtung Brilon beginnt gegen 18.30 Uhr mit dem Hornsignal »Sammeln«. Der Weg führt durch den Ortsteil Wülfte hindurch und hinterm Flotsberg her zu den Fünf Brücken in Richtung Bleikaule. Im Hasselborn wird kurz angehalten, damit sich der Schnadezug für den Einzug in die Stadt ordnen kann. Über den Steinweg geht es zum Marktplatz.
Diese etwa 25 km lange Schnade wird in den Jahren mit der Endziffer 0 gegangen. Wegen der Covid-19-Pandemie fand der Schnadezug 2020 nicht statt, nur eine kleine Delegation ging die Grenzen ab. Auch der geplante Ersatztermin im Jahr 2021 fiel aus.

### Hoppecker Schnade oder Blumenschnade

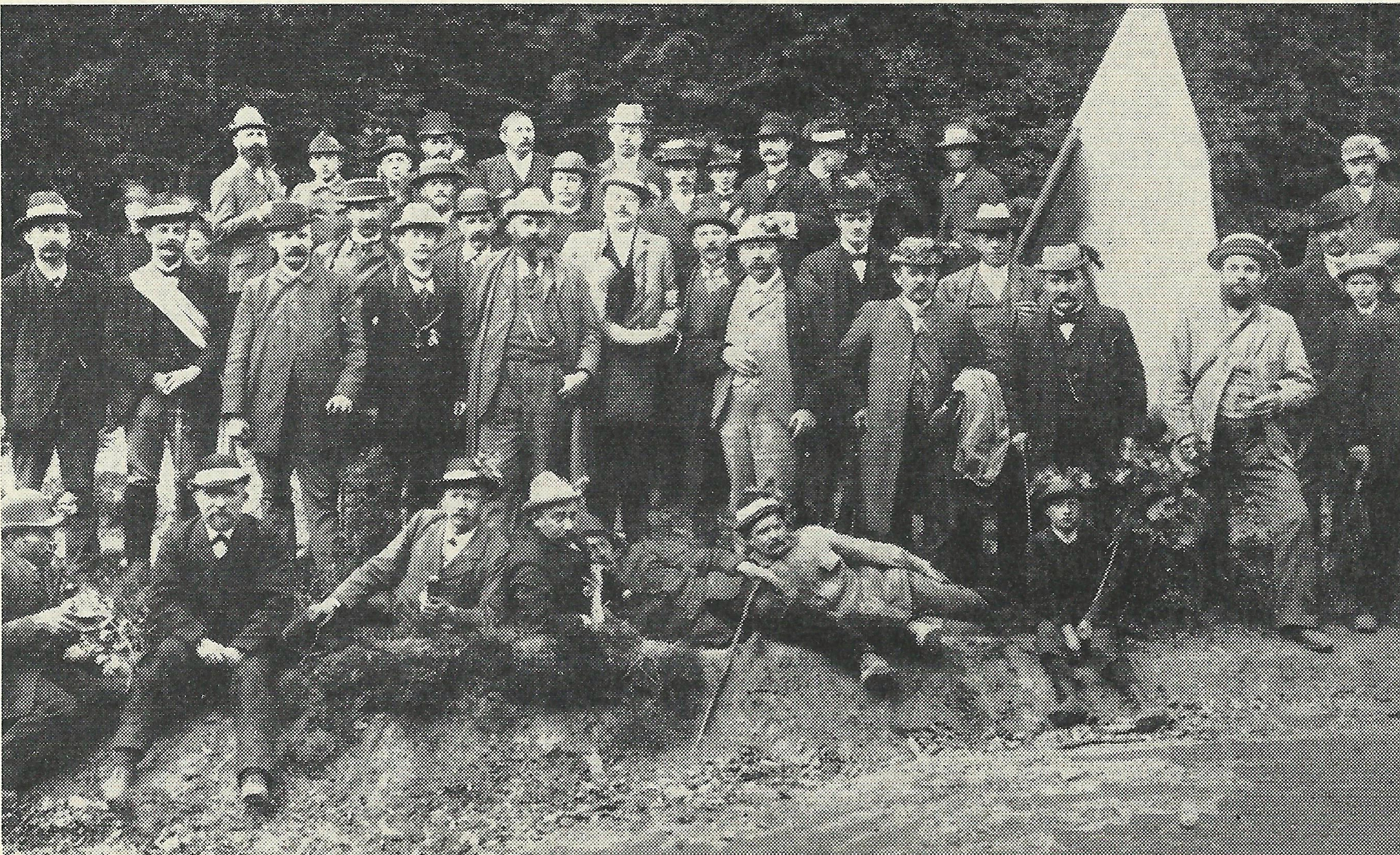
Schnade 1896

Der heutige Schnadeweg führt über Steinweg zum Kreuziger Tor hinaus an der Hasselborn und Bleikaule entlang zu den Fünf Brücken. Anschließend führt der Zug hinterm Flotsberg her und an den Hallersteinen vorbei und folgt dann der Thülener Grenze bis zum Frühstücksplatz Am Schwarzen Haupt.
Nach der üblichen Rast geht die Schnade weiter an der Rösenbecker und der Messinghauser Grenze entlang nach Hoppecke. Das auf der Grenze stehende Wilmes Haus wird, wenigsten von den Offiziellen der Stadt, durchzogen. Der weitere Weg führt die Schnade am Saatkamp vorbei zum Lagerplatz Am Eschenberg.
Nach dem Hornsignal „Sammeln“ beginnt der Rückweg zur Stadt. Dieser führt durch die Kupferschlage und quert die Landesstraße 870. Anschließend führt der Weg unterhalb des Tettler vorbei durch das Kirchloh und schließlich an den Galmeibäumen vorbei zur Stadt. In der Galmeistraße wird kurz angehalten, damit sich der Zug für den Einzug ordnen kann.
Der Einzug in die Stadt erfolgt durch das Keffelker Tor die Bahnhofstraße hinauf. Nach der dreimaligen Umrundung des Kumps endet die Schnade.
Diese etwa 23 km lange Schnade wird heute in den Jahren mit der Endziffer 2 gegangen.

### Waldecker Schnade
Die Schnadegänger ziehen die Bahnhofstraße hinunter und folgen der Galmeistraße. Nach der Unterquerung der Eisenbahn und der Bundesstraße 251 führt der Weg westlich am Tettler vorbei, überquert die L 870 und zieht nach Hoppecke, wo vor Wilmes Haus der Schnadestein begrüßt wird. Hier endete zwei Jahre zuvor die Blumenschnade und beginnt der eigentliche Schnadeweg.
Dieser führt durch das untere Bremecketal, über den Diebesweg in der Schwartmecke durch das Streitsiepen. Hier wird der erste Rezess verlesen. Der weitere Weg führt über den Hohen Altar, die Butterdelle, den Dreiskopf zum Frühstücksplatz am Hohen Eimberg.
Nach einer zweistündigen Rast führt der Weg den Hohen Eimberg hinunter ins Hoppecketal, überquert den Fluss und führt entlang der Wetzsteinbieke hinauf zum Richtplatz am Hoppernkopf. Dieser Wegabschnitt wird wegen seiner Form auch Entenschnabel genannt. Vom Richtplatz aus führt der Weg hinunter zum Fensterpösten an der Schmala. Dieser folgend führt der Weg westlich am Großen Kluskopf und Rehkopf vorbei zum Lagerplatz Am Honigkäppchen.
Der Rückmarsch erfolgt über Brilon-Wald und Petersborn nach Brilon. Vor dem Einzug in die Stadt ordnet sich der Zug und zieht durch das Derker Tor in die Stadt.
Diese Schnade ist mit etwa 35 km die längste und wird in den Jahren mit der Endziffer 4 gegangen.

### Elleringhauser und Olsberger Schnade
Die Schnadegänger verlassen über Derkere Straße durch das Derker Tor die Altstadt. Zunächst zieht die Schnade durch Petersborn und Brilonwald zum Schnadestein am Honigkäppchen, wo zwei Jahre zuvor die Waldecker Schnade endete. Hier beginnt der eigentliche Grenzbegang. Der Weg führt über Ginsterkopf, Limberg und Habberg zum Frühstücksplatz Am Habberg.
Nach einer zweistündigen Rast ziehen die Schnadebrüder weiter über Schmidtmekes Land herunter zur Elleringhauser Seite. Von dort geht es hinauf zu Borbergs Kirchhof, hinab zum Papendiek, über das Rott, den Eisenberg hinauf zum Lagerplatz Am Aspe.
Der Rückmarsch nach Brilon erfolgt zum Ziegenknochen und dann über Derkerborn bis zur Rochuskapelle. Nach dem Sammeln erfolgt der Einzug.
Diese etwa 23 km lange Schnade wird in den Jahren mit der Endziffer 6 gegangen. Sie wird also im Jahr 2026 erneut gegangen.

### Altenbürener Schnade
Diese Schnade geht entlang der Altenbürener und Antfelder Grenze. Der Schnadezug zieht zunächst um das Rathaus herum und biegt in die Strackestraße ein. Über Rochusstraße und Derkerborn geht es aus der Stadt zum Lagerplatz Aspe, wo die vorherige Schnade endete. Hier beginnt der eigentliche Schnadeweg, der jetzt über Lederker Weg zur Lederke führt, wo die B 7 in Richtung Haar überquert wird. Über die Haar geht es zum Ackerstein bis Ottenkamp, dann über den Winsberg zum Kuhstall an der Glenne. Der Weg geht dann zum ersten und zweiten Stotenberge bis zum Volkesloh und von hier zum Frühstücksplatz An den Pöten.
Nach einer etwa zweistündigen Rast geht es an der Glockenbuche vorbei über den Großen Äsberg und quert dann den Soestweg. Entlang des Grünebergsiepens geht es zur Glenne hinunter. Der weitere Weg führt entlang der Glenne, die Horst hinauf bis zum Lagerplatz An der Horst.
Der Rückmarsch nach Brilon erfolgt über den Soestweg bis zur Rixener Straße, anschließend an den Aamühlen vorbei nach Brilon. Nach einem kurzen Sammeln beim Feuerwehrhaus zieht der Schnadezug über Strackestraße, Obere Mauer und Steinweg in die Stadt.
Diese etwa 25 km lange Schnade findet in den Jahren mit der Endziffer 8 statt.